# Jintan
För andra betydelser, se Jintan (olika betydelser).
Jintan, tidigare känt som Kintan, är en stad på häradsnivå som lyder under Changzhous stad på prefekturnivå i Jiangsu-provinsen i östra Kina. Den ligger omkring 77 kilometer sydost om provinshuvudstaden Nanjing. 